# Український науково-технологічний центр
Український Науково-Технологічний Центр, УНТЦ (англ. The Science and Technology Center in Ukraine, STCU) — міжнародна міжурядова організація, створена з метою запобігання розповсюдженню знань та досвіду, пов'язаних зі зброєю масового знищення. Таким чином країни, що фінансують цей центр, намагаються зробити свій внесок у забезпечення міжнаціональної безпеки.
Для досягнення цієї мети УНТЦ залучає до співпраці колишніх оборонників (спеціалістів, що працювали в оборонній галузі), вчених та науковців, що працювали над створенням ядерної, хімічної, біологічної чи іншої зброї масового знищення, в сферах ядерної та хімічної промисловостей, працівників закритих наукових центрів, установ та лабораторій колишнього СРСР. Співпраця відбувається в рамках проєктів УНТЦ, що фінансуються Європейським Союзом, США та Канадою. Проєкти УНТЦ дають змогу створити робочі місця та надати оплачувану роботу фахівцям для спрямування їх діяльності в мирне русло та на розвиток світової науки.
УТНЦ діє в Україні на підставі Угоди про створення УНТЦ від 25.10.1993, яка укладена між урядами України, Канади, США та Швеції, а також Протоколу про внесення поправок до Угоди про створення Українського науково-технологічного центру від 07.07.1997. Угода набула чинності в червні 1994 року.
УНТЦ розпочав свою діяльність після проведення першої ради членів правління 14-15 грудня 1995.
Пізніше, 26 листопада 1998, Європейський Союз приєднався до Угоди УНТЦ і замінив Швецію як Сторону-донора. Впродовж діяльності Центру, Азербайджан, Грузія, Молдова і Узбекистан приєдналися до УНТЦ як країни-члени Угоди. На сьогодні, головна штаб-квартира УНТЦ знаходиться в Києві і має регіональні представництва в Баку, Кишиневі і Тбілісі, а також у Харкові та Львові.
Центр має 178 організацій-партнерів (урядові та комерційні фірми).
УНТЦ сприяє напрацюванню та розвитку професійних зв'язків вчених та інститутів з провідними експертами та інститутами ЄС, Канади та США.
Окрім того, УНТЦ проводить тренінги та здобуття знань і досвіду у сферах:
- патентне право;
- стратегічне планування;
- бізнес-адміністрування та комерціалізація;
- трансфер технологій.

## Учасники УНТЦ

### Країни-донори (фінансуючі сторони)
- Європейський Союз
- США
- Канада

### Країни-реципієнти
- Україна
- Грузія
- Узбекистан
- Азербайджан
- Молдова

## Фінансування
З моменту першого Засідання членів правління УНТЦ у 1995 році, Центр профінансував понад 1500 науково-дослідних проєктів вчених з України, Грузії, Азербайджану, Молдови та Узбекистану, загальною сумою понад 300 млн дол. США. Учасниками проєктів за цей час стали понад 18.000 науковців, 10.000 з яких є колишніми вченими оборонного комплексу Радянського Союзу.
З 1995 до листопада 2010 року, УНТЦ проведене наступне фінансування:
- Азербайджан — 4,903,444 дол. США
- Грузія — 9,908,650 дол. США
- Молдова — 1,662,636 дол. США
- Україна — 174,568,454 дол. США
- Узбекистан — 16,440,779 дол. США

Загальна сума фінансування — 207,483,873 дол. США.
Крім цього, УНТЦ стала механізмом, який зміг об'єднати українських, грузинських, азербайджанських, молдовських та узбецьких вчених та інститути з великою кількістю урядових та комерційних партнерів з США, Канади та ЄС. У цей час, УНТЦ залучено понад 90 млн доларів США для фінансування науково-дослідних проєктів саме від цих зовнішніх партнерів.
Урядові партнери, з якими працює УНТЦ, профінансували 160 проєктів на суму понад 71 млн доларів США та 6 млн. Євро.
З УНТЦ працюють 855 комерційних партнерів, які профінансували 140 проєктів на суму понад 77 млн доларів США та 5,66 млн. Євро.

## Досягнення
З часу створення Український науково-технологічний центр не лише інвестував в Україну $200 млн для втілення в життя понад 400 наукових проєктів, а й дав роботу більш як тисячі українським ученим, понад 80 університетам та науково-дослідним інститутам.
За результатами проєктів УНТЦ отримано 290 патентів: 225 в Україні, 3 в країнах СНД і 12 міжнародних патентів.
Саме через УНТЦ відбувається фінансування української частини робіт для міжнародних проєктів, в яких Україна формально не бере участі. Зокрема, фінансувалися роботи українських вчених для Великого адронного колайдера, адже участь України в CERN на офіційному рівні не затверджено. Так само фінансувалися роботи українських вчених для міжнародного проєкту ITER, в якому Україна також не бере участі через брак фінансування (аби стати учасником проєкту слід заплатити вступний внесок в 1 млрд. Євро).

## Керівництво
- Виконавчий директор УНТЦ — Куртіс Белаяч (англ. Curtis Bjelajac), США
- Перший заступник Виконавчого директора від України — Микола Лубів (англ. Mykola Lubiv)

## Історія створення
- 25 жовтня 1993 р. — Україна, Сполучені Штати Америки, Канада і Швеція підписали угоду про утворення Українського Науково-Технологічного Центру (Угода УНТЦ).
- 29 грудня 1997 р. — Узбекистан приєднався до Угоди УНТЦ.
- 26 листопада 1998 р. — Європейський Союз приєднався до Угоди УНТЦ і таким чином замінив Швецію як сторону угоди.
- 18 березня 1998 р. — Грузія приєдналася до Угоди УНТЦ.
- 27 червня 2003 р. — Азербайджан приєднався до Угоди УНТЦ.
- 7 грудня 2004 р. — Молдова приєдналася до Угоди УНТЦ.

## Подібні організації
- Фонд цивільних досліджень та розвитку США
- Глобальні ініціативи щодо запобігання розповсюдження